# Eugenio Jiménez (nadador)
Eugenio Jiménez es un deportista español que compitió en natación adaptada. Ganó cuatro medallas en los Juegos Paralímpicos de Verano en los años 1980 y 1984.

## Palmarés internacional
| Juegos Paralímpicos | Juegos Paralímpicos                                        | Juegos Paralímpicos | Juegos Paralímpicos |
| Año                 | Lugar                                                      | Medalla             | Prueba              |
| ------------------- | ---------------------------------------------------------- | ------------------- | ------------------- |
| 1980                | Arnhem (Países Bajos)                                      | Medalla de oro      | 50 m mariposa 5     |
| 1980                | Arnhem (Países Bajos)                                      | Medalla de plata    | 100 m espalda 5     |
| 1980                | Arnhem (Países Bajos)                                      | Medalla de bronce   | 200 m estilos 5     |
| 1984                | Nueva York (Estados Unidos) Stoke Mandeville (Reino Unido) | Medalla de oro      | 100 m espalda L4    |